# Parablennius rouxi
Parablennius rouxi, conosciuta comunemente come bavosa bianca è un piccolo pesce marino appartenente alla famiglia Blenniidae.

## Distribuzione e habitat
Questa specie è diffusa nel Mar Mediterraneo settentrionale e nel Nord-Est dell'Altlantico (dal Portogallo all'Inghilterra), da pochi metri fino a 50 metri di profondità su fondali duri, soprattutto nel coralligeno.

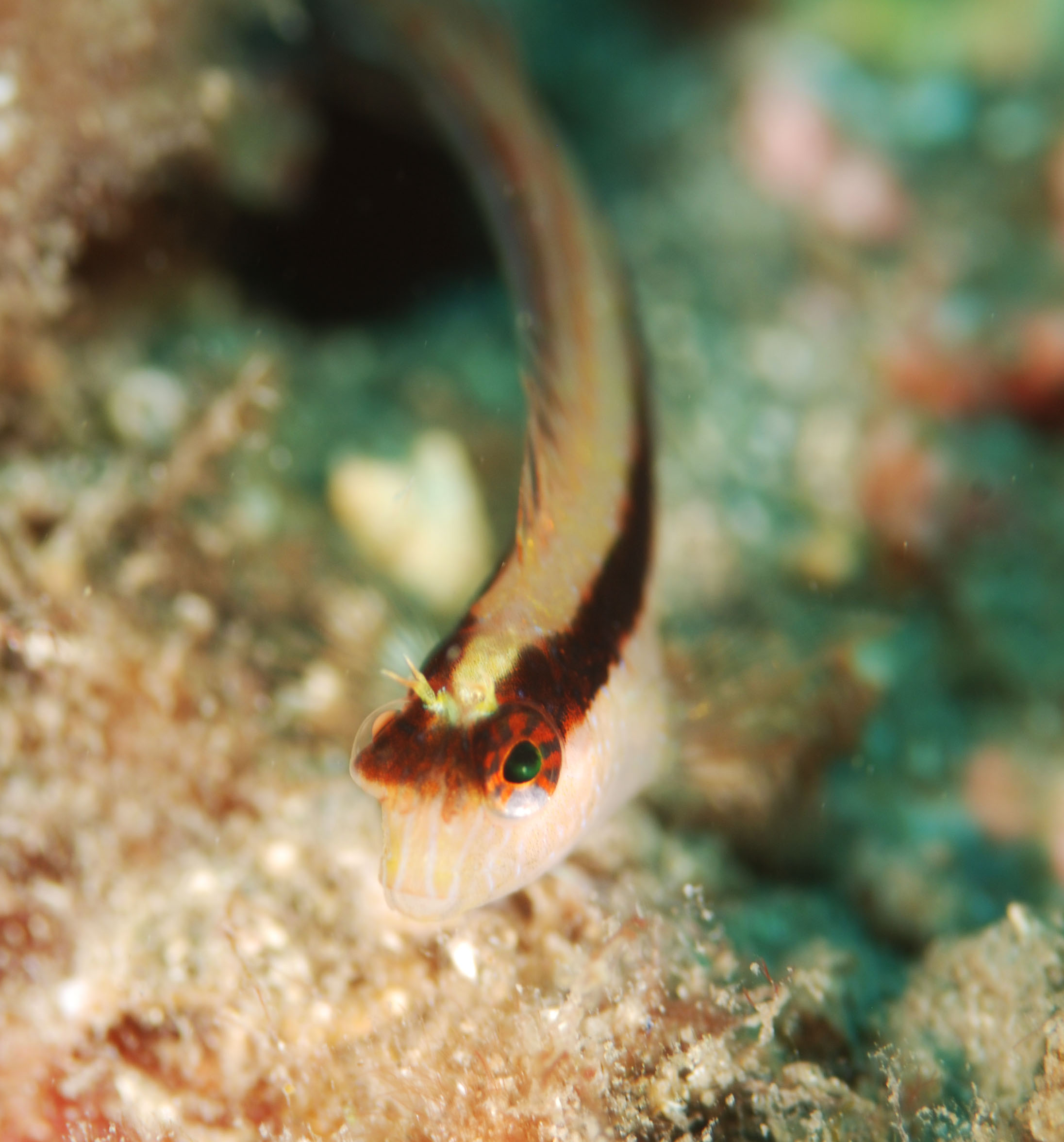
Particolare della testa e degli occhi

## Descrizione
Aspetto tipico di un Blenniidae (però piuttosto sottile e slanciato) ma facilmente riconoscibile per la livrea. Il corpo è di colore tipicamente bianco con una banda longitudinale nera, talvolta rossastra, il muso porta alcune linee azzurre.
Gli occhi sono grandi sormontati da due tentacoli sopraorbitari ramificati 3 o 4 volte. Raggiunge gli 8 centimetri.

## Biologia

### Comportamento
È una specie piuttosto confidente e si lascia avvicinare abbastanza facilmente dai subacquei. Recentemente è stata osservata la sua associazione (e di Lepadogaster candolii)  con Muraena helena; probabilmente, la piccola bavosa è un "pulitore" occasionale della Murena.

### Riproduzione
Dimorfismo sessuale pressoché assente: il maschio è solo leggermente più grande della femmina. Oviparo. Il periodo riproduttivo va da maggio a luglio. Il maschio fa la guardia alla tana dove la femmina ha deposto le uova.

### Alimentazione
Si nutre di alghe, perifiton, policheti e piccoli crostacei, soprattutto copepodi.